# Chrysostomus Giner

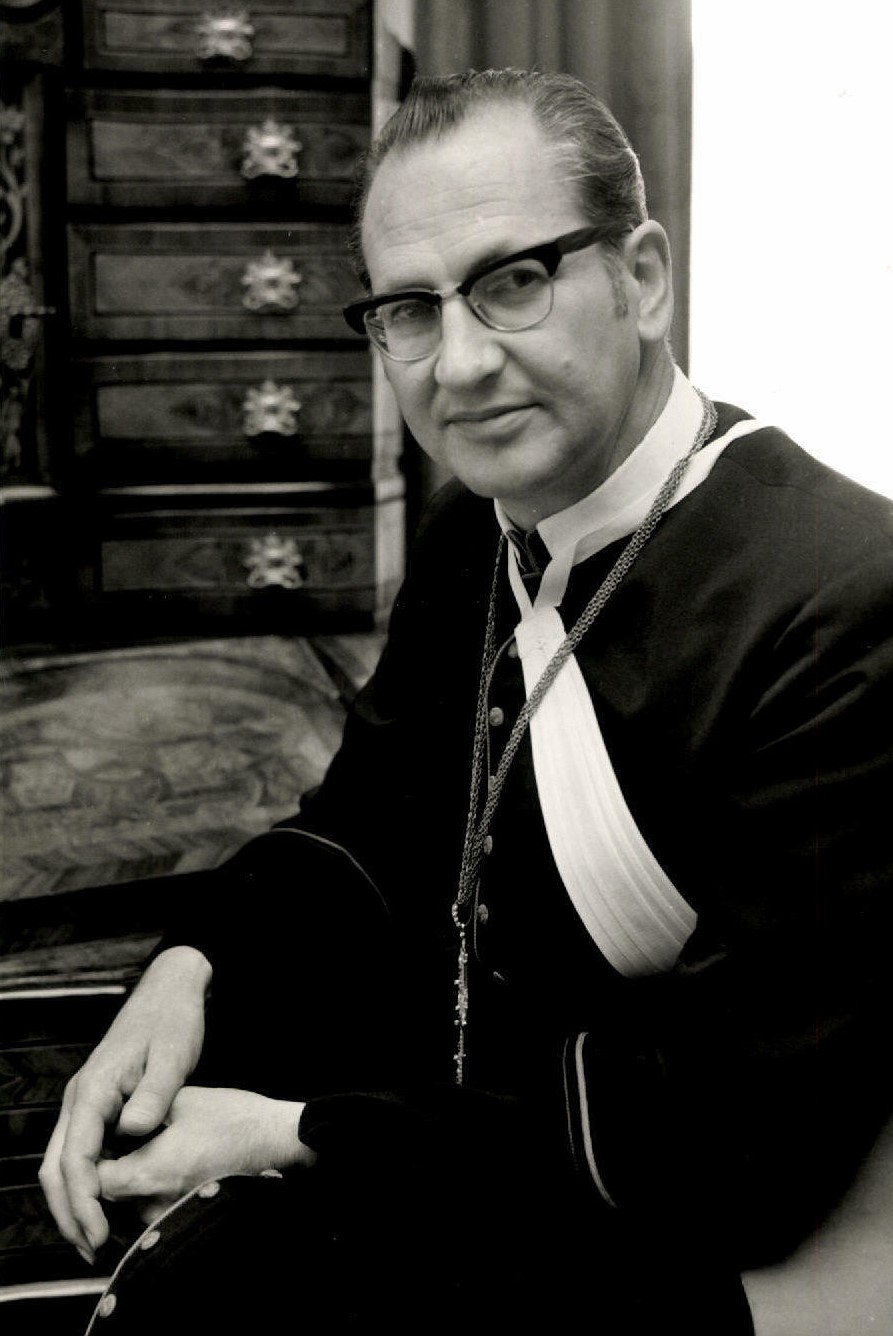
Chrysostomus Giner bald nach seiner Wahl zum Propst von Neustift in der Prälatur des Stiftes

Johannes Chrysostomus Giner (eigentlich Josef Franz Giner; * 23. Februar 1930 in Thaur; † 24. Februar 2024 im Kloster Neustift) war ein Augustiner-Chorherr, 56. Propst  und 15. Lateranensischer Abt des Stiftes Neustift in Vahrn bei Brixen (Südtirol) und Konvisitator der österreichischen Chorherrenkongregation.

## Leben
1949 trat Giner in das Kloster Neustift ein. Der damalige Propst von Neustift Ambros Giner war ein Bruder seines Vaters, also sein Onkel. Giner absolvierte in Rom ein Studium der Theologie mit abschließender Promotion am Angelicum. am 5. September 1954 wurde er in der Neustifter Stiftskirche zum Priester geweiht. Anschließend arbeitete er einige Jahre als Kooperator in Assling, Lehrer an der Neustifter Klosterschule, Novizenmeister und Seelsorger der Katholischen Jugend Österreich in Wien. An der Philosophisch-Theologischen Hochschule Brixen unterrichtete Giner das Fach „Einführung in das Heilsmysterium“.
1969 wurde Giner zum Propst von Neustift gewählt und wurde so zum jüngsten Prälaten der Kongregation der österreichischen Augustiner-Chorherren. Das Stift leitete er von 1969 bis 2005. Unter seiner Führung wurden im Stiftsbereich Infrastrukturen für Tourismus und Fortbildung errichtet, 1982 die Stiftsbasilika renoviert und 1992 die 850-Jahr-Feier begangen. Sein Nachfolger wurde Propst Georg Untergaßmair.